# Белгијски француски језик
Белгијски француски (фр. français de Belgique) је регионална варијанта француског језика која се користи у Белгији. Валонски језик је такође у употреби на сличном простору, али представља посебан језик који не треба мешати са белгијским француским. 
Белгијски француски се разликује од француског језика у Француској и Швајцарској по белгицизмима, валонизмима, жаргону Брисела, а пре свега по акценту. 

## Белгицизми
Неки од речи карактеристичних за Белгију налазимо и у другим франкофонским регијама (Квебек, Швајцарска): septante (уместо soixante-dix за седамдесет), nonante (уместо quatre-vingts dix за деведесет), à tantôt (уместо à tout à l'heure, видимо се ускоро). Има и израза из валонског језика, као avoir facile (уместо n'avoir aucune difficulté, немати тешкоћа), или позајмица из холандског или других германских језика: dringuelle (на холандском Drinkgeld, на немачком Trinkgeld, новац за пиће).

### Примери
- Avoir difficile : avoir des difficultés (валонски: имати тешкоћа)
- Blinquer : briller (холандски blinken: трепнути)
- Aller à la cour : aller aux toilettes (ићи у тоалет)
- Boutroule : Le Nombril (пупак)
- Nenni hein ! : non (архаично: не)
- Oufti ! : ça alors ! (валонски узвик изненађења)
- torchon : serpillière (крпа за под)

Пример у граматици:
- Jouer football : jouer au football (од старе германске конструкције: voetbal spelen, на холандском: играти фудбал)

## Валонизми
Ово су речи валонског језика које су постале део регионалног француског, као на пример: chien de corotte од Tchin d' corote (пас луталица, пас „из јарка“).

## Француски језик града Брисела
Из времена 19. века, када је у Бриселу доминирао фламански језик, остала је употреба деминутива -ke  (Marieke за Marie) или холандског -je (ketje = p'tit gars, дечачић), као и неки буквални преводи: une fois, буквални превод холандског eens (kom eens hier! = viens un peu ici!, приђи ближе). Још један популарни бриселски израз је Non peut-être ?! (буквално не можда, у преводу није него) што у ствари значи да, наравно.

## Акценти
Разликују се три велике групе акцената: бриселски, пикардијски и валонски. 
Бриселски акценат је најпознатији и често га називају „белгијски акценат“. Он представља француски језик изговаран са фламанским акцентима. 